# 劉憲
劉 憲（りゅう けん、655年 - 711年）は、唐の文人・官僚。字は元度。宋州寧陵県の出身。本貫は高陽郡。

## 経歴
前漢の中山靖王劉勝の末裔にあたる。太子詹事府司直・雍州司功・侍御史・考功員外郎をつとめた劉思立の子として生まれた。15歳のときに進士に及第した。675年（上元2年）、待制公車をつとめた。冀州阜城県尉に任じられた。父が死去したため、3年の喪に服した。喪が明けると、懐州武徳県尉に任じられた。同州白水県尉や洛州伊闕県尉を歴任した。
右台監察御史に転じた。690年（天授元年）、殿中侍御史を経て、侍御史に累進した。来俊臣の罪を取り調べることとなったが、劉憲はかれの罪を憎んで縄で拷問したため、渠州隣水県令に左遷された。王方慶や斉璿の推挙で太僕寺卿に任じられた。東突厥に対する征戦に従軍し、凱旋すると上柱国の位を受けた。ほどなく給事中に転じ、朝散大夫・中書舎人の任を加えられた。まもなく太僕少卿に任じられ、吏部侍郎に転じた。
張易之と仲が良かったため、かれが失脚すると罪に問われて渝州刺史に左遷された。ほどなく太僕少卿・兼修国史として長安に召還された。まもなく兵部侍郎に転じ、工部侍郎に転じた。再び兵部侍郎をつとめた。秘書監・修文館学士に任じられた。太子詹事・崇文館学士となり、皇太子の李隆基に仕えた。
711年（景雲2年）1月11日、長安の勝業里の私邸で病没した。享年は57。使持節・都督兗州諸軍事・兗州刺史の位を追贈された。著に『文集』30巻があった。

## 伝記資料
- 『旧唐書』巻190中 列伝第140中 文苑中
- 『新唐書』巻202 列伝第127 文芸中
- 大唐故正議大夫守太子詹事修国史崇文館学士贈使持節都督兗州諸軍事兗州刺史上柱国中山劉府君墓誌銘并序（劉憲墓誌）